# John Jones (1844-1927)
Pour les articles homonymes, voir John Jones et Jones.
John Jones (1844-1927) était journaliste de Liverpool qui a fondé en 1869 l'agence de presse Comtelburo. Il a édité à partir de 1871 un bulletin sur le marché du coton diffusé auprès des industriels et négociants du textile partout dans le monde, qui a su se mettre au diapason des bouleversements dans l'histoire de la culture du coton provoqués par la Guerre de Sécession. Il a ensuite couvert les marchés des céréales, des métaux, du café et du pétrole.

## Biographie
La société "Commercial Telegram Bureaux" a été fondée en 1869 par John Jones (1844–1927. À l'âge de 27, en 1871, Jones s'était installé comme un éditeur dans sa ville natale de Liverpool, produisant une circulaire commerciale sur le coton pour les immenses  marchés américains et indiens du textile. Au bout de dix ans il employait 25 personnes et avait ses propres presses à Liverpool, publiant des journaux et des circulaires pour le textile et les industries du transport maritime.
Vers la fin des années 1880, Jones a déplacé son entreprise à Londres et créé, en plus de son affaire de publication, les Bureaux de Télégramme Commerciaux, un réseau mondial des agences télégraphiques qui se sont rassemblées pour collationner des informations commerciales de valeur pour les marchands actifs vers la Grande-Bretagne, l'Europe, l'Inde, l'Australie et l'Amérique. Il a aussi géré l'activité de télégramme de maisons marchandes utilisant son propre code d'abréviation pour réduire les coûts des messages de câble intercontinentaux. En février 1890,  la société "Commercial Telegram Bureaux" s'était installée au 11 Tokenhouse Yard, à Londres, avec sa société jumelle "Commercial Press Telegram Bureaux", destinée aux quonbarsotidiens et à la presse spécialisée, domiciliée au 5 Copthall Chambers, Telegraph Street.
Le 22 janvier 1900, le groupe est introduit en Bourse avec un capital de 50000 livres en actions de 1 sterling et le nom de "Commercial Telegram Bureaux", qui réussit une expansion rapide et détient de nombreux journaux et agences télégraphiques, particulièrement en Amérique du Sud. Dans une publicité de 1900, le groupe met en avant sa présence à  Rio de Janeiro et en Amérique du Nord, sur les marchés indiens, les produits tels que coton, café, grains, pétrole, sucre et laine.